# 大久保利謙
大久保 利謙（おおくぼ としあき、1900年〈明治33年〉1月25日 - 1995年〈平成7年〉12月31日）は、日本の歴史学者、華族（侯爵）。維新の三傑の一人・大久保利通の孫で、大久保家第3代当主。父は利通の三男・大久保利武。母は近藤廉平の長女・栄。妻は子爵米田国臣の長女・八重子。長男は大久保利泰。

## 人物・業績
東京帝国大学卒業の際の論文は、近世史をテーマにしたものであった。理由は、当時の歴史学界においては、維新以後の歴史については、歴史家は触れてはいけないという空気が強かったからである。
戦時下では皇国史観に対して批判的立場を採り、東京帝国大学を中心とした官学アカデミズム歴史学や、戦後流行したマルクス主義歴史学とも異なる、実証主義を本領とした独自の近代史研究を構築した。
父・利武の没後は、侯爵として貴族院議員を務めた。
戦後は歴史学者として、名古屋大学教授、立教大学文学部史学科教授を歴任し、日本近代史学研究を、草創期から大きく発展させた。
また戦後初めて刊行された国定歴史科教科書『くにのあゆみ』の編纂に家永三郎・岡田章雄・森末義彰らとともに参加、小学校用教科書の近現代史の部分の執筆を担当した。その後、1977年にNHKが放送した「日本の戦後」シリーズでは学者グループの一人として番組制作に関与し、後出のとおり第6集「くにのあゆみ 戦後教育の幕あき」では大久保らによる編纂作業を描いたドラマが挿入されている。
研究論考は、政治史・文化史・教育史等と広範に亙るが、特に大学史・史学史などの学芸史にすぐれた業績を残している。明治文化研究会に参加し、『東京帝国大学五十年史』の編纂に従事した際には教育史・文化史関係を、薩藩史研究会に参加し、重野安繹家文書の調査を通じては史学史の研究を、シーボルト文献の調査を通じ、洋学・蘭学史を研究紹介した。
多面的な活躍は、出自と絡みたどった経歴と深く関係している。戦後、国立国会図書館憲政資料室の開設にあたり、明治の元勲の子孫たちが多く、大久保を通じ資料を提供し、近現代史学研究を開拓発展させたことも特筆される。

## 栄典
- 1929年（昭和4年）1月15日 - 従五位[6]
- 1935年（昭和10年）2月1日 - 正五位[7]
- 1943年（昭和18年）2月15日 - 従四位[8]

## 略年譜
- 1900年 - 父・大久保利武（当時鳥取県知事）、母・栄の長男として、東京市牛込区（現在の東京都新宿区）に誕生。父方の祖父は大久保利通、母方の祖父は近藤廉平。初名は譲。
- 1908年 - 利謙と改名。
- 1913年 - 学習院初等科卒業（東京市麹町区富士見小学校より転入）。
- 1918年 - 学習院中等科卒業。
- 1922年 - 学習院高等科卒業。河上肇の『貧乏物語』などを愛読し、京都帝国大学経済学部入学。しかし、病気のため3年在学ののち退学。
- 1926年 - 東京帝国大学文学部国史学科入学。
- 1928年 - 東京帝国大学文学部国史学科卒業（卒業論文「戦国諸侯の政策における近世的傾向」）。東京帝国大学文学部副手として国史研究室に勤務。『東京帝国大学五十年史』編纂嘱託。
- 1934年 - 薩藩史研究会結成。シーボルト文献調査嘱託。
- 1935年 - 尾佐竹猛の推挙により明治大学法学部講師。
- 1938年 - 『帝国学士院六十年史』編纂嘱託。『貴族院五十年史』編纂嘱託。
- 1943年 - 父・利武の死去に伴い、9月1日、侯爵襲爵、貴族院侯爵議員となる[3]。
- 1947年5月2日 - 貴族院が廃止され貴族院議員を失職[9]。
- 1949年 - 国立国会図書館憲政資料室設置に伴い同室主任となる。
- 1951年 - 国立国会図書館司書。
- 1953年 - 名古屋大学教育学部教授。
- 1958年 - 立教大学文学部史学科専任講師を兼任[10]。
- 1959年 - 名古屋大学教授退官。立教大学文学部史学科教授に就任。
- 1962年 - 立教大学大学院文学研究科日本史専攻博士課程主任。
- 1964年 - 霞会館の華族会館史編纂委員を委嘱。
- 1965年 - 立教大学教授を定年退職。
- 1981年 - 国立国会図書館客員調査員。
- 1993年 - 朝日賞受賞[11]。
- 1995年 - 死去。95歳没。墓所は青山霊園。

## 家族・親族

### 大久保家
- 祖父：利通（薩摩藩士、政治家）
文政13年8月（1830年9月）生 - 1878年（明治11年）5月没
- 祖母：満寿子（薩摩藩士・早崎七郎右衛門の次女）
天保11年（1840年）生 - 1878年（明治11年）12月没
- 伯父：利和（実業家、政治家）
安政6年7月（1859年8月）生 - 1945年（昭和20年）1月没
- 父：利武（内務官僚、政治家）
慶応元年4月（1865年5月）生 - 1943年（昭和18年）7月没
- 母：栄（男爵・近藤廉平の長女）
- 妻：八重子（陸軍軍人・子爵米田国臣の長女）
- 長男：利泰
1934年（昭和9年）生 -

## 主な著書
- 『日本近代文芸』三笠書房〈日本歴史文庫〉、1939年5月。
- 『日本近代史学史』白揚社、1940年10月。
- 『日本の大学』創元社〈創元選書〉、1943年5月。

新版：日本図書センター、1981年／玉川大学出版部、1997年、オンデマンド版2008年
- 『森有礼　日本教育先哲叢書18』文教書院、1944年4月。
- 『明治憲法のできるまで』至文堂〈日本歴史新書〉、1956年12月。増補版1966年
- 『岩倉具視』中央公論社〈中公新書〉、1973年。増補版 1990年8月
- 『明六社考』 立体社、1976年／「明六社」講談社学術文庫、2007年10月
- 『佐幕派論議』 吉川弘文館、1986年5月
- 『大久保利謙歴史著作集』 吉川弘文館（全8巻）、1986年2月-1993年6月（オンデマンド版2007年）
  - 1．明治維新の政治過程
  - 2．明治国家の形成
  - 3．華族制の創出
  - 4．明治維新と教育
  - 5．幕末維新の洋学
  - 6．明治の思想と文化
  - 7．日本近代史学の成立
  - 8．明治維新の人物像
- 『日本近代史学事始め；一歴史家の回想』 岩波書店〈岩波新書〉、1996年1月 - オーラル・ヒストリーによる回想記（編者は遠山茂樹・田中彰・宇野俊一・由井正臣）で、没する直前に刊行され遺著となった。

### 年譜・著述目録
上記の『大久保利謙歴史著作集』第8巻、および『日本近代史学事始め』巻末に収録。

### 論集
- 『明治が歴史になったとき　史学史としての大久保利謙』佐藤雄基編、勉誠出版「アジア遊学」、2020年 - 10名の論考を収録。

### 回想
- 林英夫「「大久保利通関係文書」と「大久保利謙文庫」 追悼の言葉に託して」『史苑』第57巻第1号、立教大学史学会、1996年、110-112頁。

### その他
- 衆議院・参議院編『議会制度百年史 - 貴族院・参議院議員名鑑』大蔵省印刷局、1990年。

## 演じた人物
- NHK総合「日本の戦後」第6集「くにのあゆみ 戦後教育の幕あき」（1977年10月26日放送） - 演：西田昭市。